# Al Adamson
Al Adamson (Hollywood, 25 luglio 1929 – Indio, 21 giugno 1995) è stato un regista statunitense.

## Biografia
Nato nello stato della California, si specializzò in film horror. Ha lavorato inizialmente con il padre Victor Adamson. Si sposò con Regina Carrol nel 1972 sino al 1992, anno della morte a causa di un tumore al cervello dell'attrice-ballerina che recitó in molti dei suoi film, poi con l'attrice Stevee Ashloc. Si ritirò dal cinema nel 1983.
Morì il 21 giugno 1995, assassinato dal suo tuttofare che stava per essere licenziato.

## Filmografia

### Sceneggiatore
- Half Way to Hell, regia di Al Adamson (1961)
- Psycho a Go-Go, regia di Al Adamson (1965)
- Angels' Wild Women, regia di Al Adamson (1972)
- Blood of Ghastly Horror, regia di Al Adamson (1972)
- Nurse Sherri, regia di Al Adamson (1978)

### Attore
- Five Bloody Graves, regia di Al Adamson (1970)
- 7 per l'infinito contro i mostri spaziali (Horror of the Blood Monsters), regia di Al Adamson (1970)
- Dracula vs. Frankenstein, regia di Al Adamson (1971)
- Angels' Wild Women, regia di Al Adamson (1972)
- Black Heat, regia di Al Adamson (1976)

### Produttore
- Half Way to Hell, regia di Al Adamson (1961)
- Psycho a Go-Go, regia di Al Adamson (1965)
- Satan's Sadists, regia di Al Adamson (1969)
- Il castello di Dracula (Blood of Dracula's Castle), regia di Al Adamson (1969)
- Five Bloody Graves, regia di Al Adamson (1970)
- 7 per l'infinito contro i mostri spaziali (Horror of the Blood Monsters), regia di Al Adamson (1970)
- Smashing il racket del crimine (Hell's Bloody Devils), regia di Al Adamson (1970)
- Dracula vs. Frankenstein, regia di Al Adamson (1971)
- Hammer, regia di Bruce D. Clark (1972)
- Doomsday Voyage, regia di John Vidette (1972)
- Angels' Wild Women, regia di Al Adamson (1972)
- Blood of Ghastly Horror, regia di Al Adamson (1972)
- Brain of Blood, regia di Al Adamson (1972)
- Cry Rape, regia di Corey Allen (1973)
- Jessi's Gun - la banda delle donne maledette (Jessi's Girls), regia di Al Adamson (1975)
- Black Heat, regia di Al Adamson (1976)
- Cinderella 2000, regia di Al Adamson (1977)

### Regista
- Half Way to Hell (1961)
- Psycho a Go-Go (1965)
- Auf der Reeperbahn nachts um halb eins (1969)
- Satan's Sadists (1969)
- Il castello di Dracula (Blood of Dracula's Castle) (1969)
- Five Bloody Graves (1970)
- 7 per l'infinito contro i mostri spaziali (Horror of the Blood Monsters) (1970)
- Smashing il racket del crimine (Hell's Bloody Devils) (1970)
- Dracula vs. Frankenstein (1971)
- Sesso in faccia (The Female Bunch) (1971)
- Lash of Lust (1972)
- Angels' Wild Women (1972)
- Blood of Ghastly Horror (1972)
- Brain of Blood (1972)
- Girls for Rent (1974)
- Mean Mother (1974)
- Dynamite Brothers (1974)
- Blazing Stewardesses (1975)
- Jessi's Gun - la banda delle donne maledette (Jessi's Girls) (1975)
- Attenti... arrivano le svedesi tutto sesso! (The Naughty Stewardesses) (1975)
- Black Heat (1976)
- Uncle Tom's Cabin (1976)
- Cinderella 2000 (1977)
- Black Samurai (1977)
- Nurse Sherri (1978)
- Gli amici del drago (Death Dimension) (1978)
- Sunset Cove (1978)
- Doctor Dracula (1978)
- Carnival Magic (1981)
- Lost (1983)